# Konzertstücke pour clarinette, cor de basset et piano

Les deux Konzertstücke pour clarinette, cor de basset et piano (ou orchestre) n° 1 (opus 113) et n° 2 (opus 114) sont des œuvres de Felix Mendelssohn Bartholdy composées en 1832 et en 1833.

## Histoire

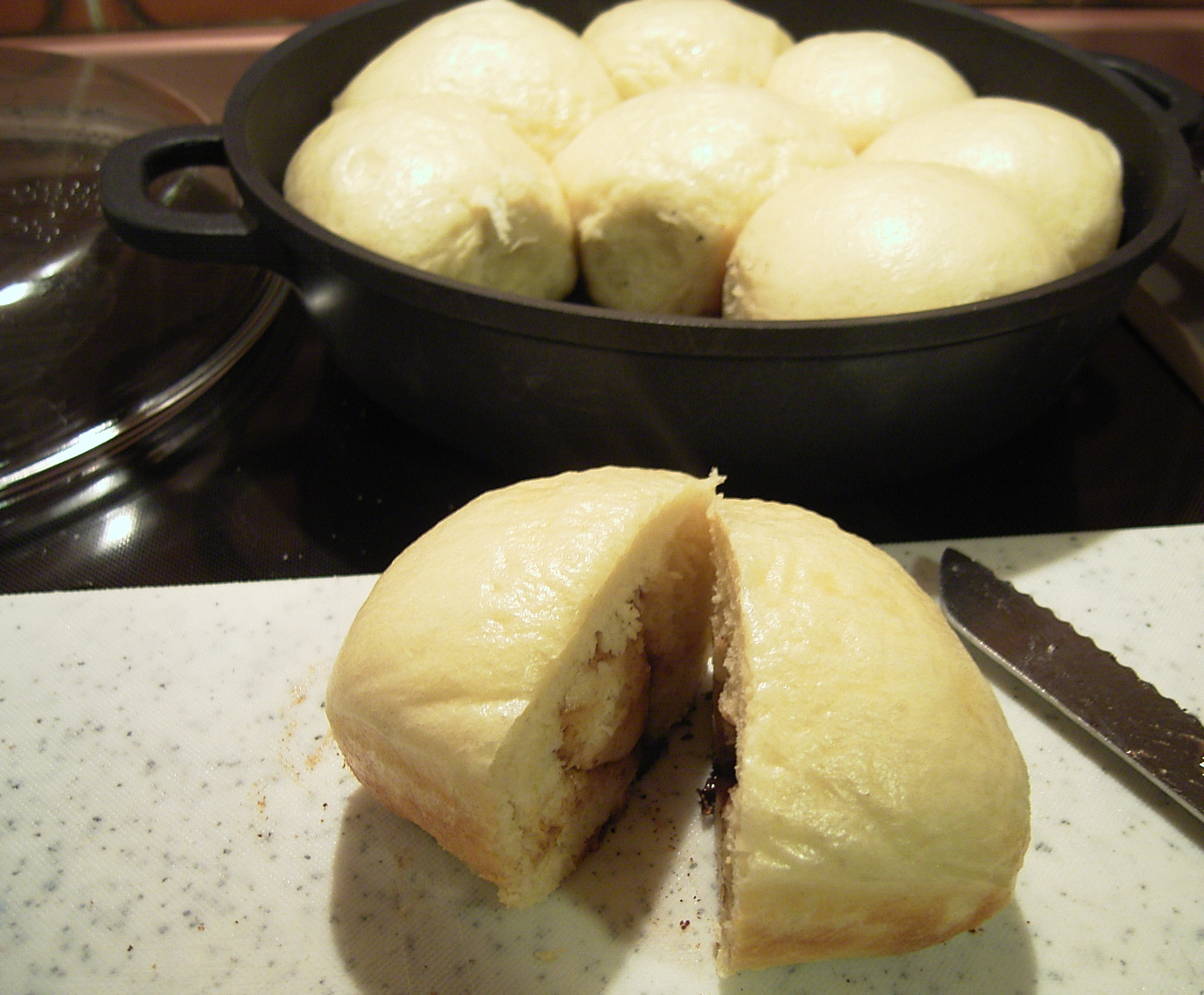
Dampfnudel.

La première pièce de concert en fa mineur est considérée comme faisant partie d'un concours de cuisine et de composition entre Mendelssohn et les Baermann, musiciens à la cour de Munich : invités le 30 décembre 1832 à manger au domicile berlinois de Mendelssohn, les clarinettistes Heinrich Joseph et Carl Baermann devaient préparer ses plats bavarois préférés, des Dampfnudeln (boulettes de pâte à la vapeur) et des Rahmstrudel (strudel au fromage doux), difficiles à trouver à Berlin, et celui-ci coucha en contre-partie sur papier une œuvre pour clarinette et cor de basset à jouer lors de leurs tournées de concert. Une anecdote correspondante se trouve dans le livret de famille de la famille Baermann. En raison du succès rencontré, Mendelssohn compose une deuxième pièce de concert, la Konzertstück pour clarinette, cor de basset et piano no 2 , op. 114. Carl Baermann, frère de Heinrich Joseph et bassoniste, a adapté la version orchestrale de la deuxième composition,,.

« Lorsque je suis arrivé chez lui à l'heure prévue (9 heures du matin), il (Mendelssohn ndlr) m'a posé une toque sur la tête, a attaché un tablier autour de ma taille et a enfoncé une cuillère de cuisine dans la ceinture du tablier. Il s'est ensuite soumis à la même procédure, mais au lieu d'une cuillère, il a mis une plume d'oie derrière son oreille et m'a conduit à la cuisine, à la grande joie de son personnel de cuisine. Il est ensuite retourné, comme il l'a dit, dans son four à clavier où il a lui-même remué, pétri, salé, poivré et sucré avant de lui concocter une sauce épicée et de le cuire sur un feu d'enfer. (...) Nous avons essayé le duo le soir même et, après quelques modifications techniques instrumentales mineures, père et moi avons vraiment pu affirmer que nous étions plus ravis de cette œuvre charmante que Mendelssohn ne l'était de ses « nudel » et « strudel », bien qu'il ait toujours juré que ma création de boulettes était bien plus ingénieuse que la sienne. Nous avons donc immédiatement organisé la répétition de ce scénario, qui a eu lieu quelques jours plus tard avec le même succès. »

— Carl Baermann,   « Erinnerungen eines alten Musikanten » (en français : « Mémoires d'un vieux musicien ») (1882)

## Konzertstücken fa mineur pour clarinette et cor de basset et piano (ou orchestre)no1
Le Konzertstück en fa mineur pour clarinette, cor de basset et piano (ou orchestre) no 1 op. 113 (MWV Q 23) est une œuvre du compositeur allemand Felix Mendelssohn Bartholdy. Elle a été composée en 30 décembre 1832 pour les deux clarinettistes Heinrich Joseph Baermann et son fils Carl. À l'origine, elle était composée pour piano, puis l'orchestration a été réalisée de la propre main de Mendelssohn et achevée le 6 janvier 1833.
La première est jouée en public le 5 janvier 1833 par le compositeur et les Baermann.
La pièce se nommait à l'origine  «La bataille de Prague», car Mendelssohn a employé comme thème principal (mesures 12–30) un air populaire composé par Franz Koczwara, puis il l'a remplacé par« Konzertstück ».
« So besitze ich nun zwei teure, mir äußerst wertvolle, unschätzbare Andenken des großen Meisters, deren erstes den humorvollen Titel trägt:
Die Schlacht bei Prag!
Ein großes Duett für Dampfnudel und Rahmstrudel, Klarinette und Bassetthorn, komponiert und demütig dediziert.
An Bärmann sen., und Bärmann jun., von Ihrem ganz ergebenen Felix Mendelssohn-Bartholdy. »
« Je possède donc maintenant deux chers souvenirs du grand maître, extrêmement précieux et inestimables à mes yeux, dont le premier porte le titre humoristique :
La bataille de Prague !
Un grand duo pour Dampfnudel et Rahmstrudel, clarinette et cor de basset, composé et humblement dédié.
A Bärmann senior, et Bärmann junior, par votre tout dévoué Felix Mendelssohn-Bartholdy. »

### Analyse
La pièce en un mouvement se compose de trois parties qui se suivent directement et qui durent ensemble environ huit minutes :
- Allegro con fuoco, en fa mineur, mesure 4/4
- Andante, en la bémol majeur, mesure 9/8
- Presto, en fa majeur, mesure 6/8

Le premier mouvement, un Allegro con fuoco impétueux, commence par une cadence à la clarinette et une autre au cor de basset. Toute la phrase est traversée par une agitation constante, qui ne connaît que rarement des moments de détente. La mélodie est tirée de la célèbre "Bataille de Prague" de Franz Koczwara, que Mendelssohn a entendue pendant son séjour en Angleterre et qu'il a d'abord utilisée comme surnom. Des cadences le terminent et mènent au calme de l'Andante, une « chanson sans paroles ». Ce n'est que brièvement que le calme est troublé à deux reprises, représenté par l'ut mineur, avant de reprendre et de laisser le mouvement s'éteindre. Le rondo virtuose, intitulé Presto, est parsemé de courses virtuoses et d'un thème principal dansant. La musique suit son cours dans la joie et l'allégresse, avant que des sauts d'octave ne viennent conclure l'œuvre.

### Orchestration
- Clarinette solo, cor de basset solo, 2 flûtes, 2 hautbois, 2 bassons, 2 cors, 2 trompettes, timbales, 5 cordes.

### Autographe
Carl Baermann fait publier les œuvres chez J. André en 1869.
- Die Schlacht bei Prag : Ein grosses Duett für Dampfnudel oder Rahmstrudel Clarinett u. Bassetthorn. Berlin, le 30 décembre 1832. Offenbach, J. André, 1869

## Konzertstücken ré mineur pour clarinette et cor de basset et piano (ou orchestre)no2
Le Konzertstück en ré mineur pour clarinette, cor de basset et piano (ou orchestre) no 2 op. 114 (MWV Q 23) est une œuvre du compositeur allemand Felix Mendelssohn Bartholdy. Elle a été composée le 19 janvier 1833 pour les deux clarinettistes Heinrich Joseph Baermann et son fils Carl après la réussite du premier opus.
Immédiatement après sa composition, elle a été envoyée à Baermann et à son fils, qui séjournaient à Königsberg. La lettre ci-jointe contient le commentaire humoristique ci-dessous.

### Orchestration
- Clarinette solo, cor de basset solo, 2 flûtes, 2 hautbois, 2 bassons, 2 cors, 5 cordes.

### Analyse
La pièce est constituée d'un seul mouvement, qui peut être divisé en trois parties. La durée de la représentation est d'environ 9 minutes.
1. Première partie Presto en ré mineur, temps 2/2.
  1. La version orchestrale comporte un prélude supplémentaire de quatre mesures. Elle commence par un solo à l'unisson et se termine sur un tempo plus rapide après deux petites cadences. « En fonction de votre thème, j'ai imaginé que vous aviez pris tout l'argent de M. Stern ("Herr Stern") dans une partie de cartes et que vous l'aviez rendu furieux », a expliqué Mendelssohn.
2. Partie 2 Andante en fa majeur, temps 6/8.
  1. La clarinette chante une belle mélodie sur des arpèges de cor de basset. Après tout, selon le compositeur : « Un souvenir d'un récent dîner. La clarinette, c'est moi qui attends la nourriture. Le cor de basset, c'est mon estomac, qui vacille. »
3. Partie 3 Allegro grazioso en fa majeur, temps 2/4.
  1. Un rondo vivant. Mendelssohn utilise beaucoup d'unissons dans la troisième partie qui possède une tonalité plus douce que la première. Le compositeur déclare : « J'ai délibérément écrit "froid" pour convenir aux températures de la Russie, que je visite lors de mes tournées de concert. »

## Discographie sélective
- Sabine Meyer, Wolfgang Meyer et l'Academy of St. Martin in the Fields : EMI 7243 5 57359 2 8[4]

## Articles annexes
- Pièce de concert